# Guildo Horn
Guildo Horn är artistnamnet för musikern och sångaren Horst Köhler, född 15 februari 1963 i Trier, Tyskland.
Guildo Horn är känd för sina scenshower och en sådan bjöd han på då han representerade Tyskland i Eurovision Song Contest 1998 i Birmingham. Han framförde bidraget Guildo hat Euch lieb! och under framträdandet sprang han ut i publiken, ringde i klockor och avslutade numret med att klättra upp i en ställning ovanför scenen. Efter omröstningen slutade bidraget på sjundeplats.

## Diskografi (album)
- Rückkehr nach Mendocino (1992)
- Sternstunden der Zärtlichkeit (1995)
- Danke! (1997)
- Schön! (1999)
- Der König der Möwen (2002)